# Avenida Domingo Díaz
La Avenida Domingo Díaz o Vía Tocumen, como se conoce popularmente, es una de las avenidas más importantes de la ciudad de Panamá, que junto con la Vía Jose Agustín Arango permite el tráfico hacia la periferia de la ciudad.
Atraviesa por las urbanizaciones y barriadas más importantes de la ciudad y se extiende hasta las afueras hasta llegar al Aeropuerto Internacional de Tocumen. También interconecta con la  Panamericana para los que van hacia Nuevo Tocumen, Chepo, Pacora y Darién.
El nombre de la avenida es en honor del expresidente panameño, Domingo Díaz Arosemena.
En 1972, a finales del denominado gobierno revolucionario (primeros años de la dictadura militar), la avenida fue ampliada.